# 껀터 대교
껀터 대교(Cầu Cần Thơ)는 베트남 남부 껀터시에서 메콩강 최대의 지류인 하우강(바싹강)을 가로질러 빈롱성의 빈민을 연결하는 사장교이다. 다리 길이는 2.75km이며, 폭 23m의 왕복 6차선을 갖는 도로이다. 한 방향으로 보면, 2개는 차선이며, 1개는 자전거와 오토바이가 다닐 수 있게 구성되어 있다. 수면 위 높이(Air draft)가 39m로 여유 공간이 있어 대형 선박이 대교 아래를 통과할 수 있다. 이 다리는 2010년 4월 24일에 개통되었다.

## 개요
당시 베트남의 총리였던 판반카이는 2004년 9월 25일에 건설을 계획하고 2008년 말까지 완성시킬 예정이었다. 그러나 공사 중 붕괴사고가 발생해 완성이 2년 정도 지연되었다. 2010년 4월 24일에 껀터 대교가 완공되어 베트남 정부의 기념식이 진행되었다. 응우옌떤중 총리, 사카바 미츠오 주베트남 일본 특명 전권대사 등이 초대되어 행사를 진행했다. 껀터 대교의 완공으로 하노이 - 메콩강 삼각주까지의 베트남 국도 1A의 남북 종단 프로젝트가 완성되었다.
교량 건설은 건설 컨설턴트사인 니혼 코에이 – 초다이의 감독과 다이세이 건설, 카지마 건설, 그리고 신일본제철주금 등 여러 일본 계약자와 계약을 체결했다. 이 프로젝트에 소요되는 비용은 일본 해외 경제협력기금이 투입한 공적개발원조를 일본 국제협력기구의 기금조성으로 충당했다.

## 붕괴 사고
2007년 9월 26일, 껀터 대교 공사를 진행하던 도중에 지상 30m의 위치에 있던 교각이 붕괴되는 사고가 발생했다. 당시 250명의 노동자가 작업 중이었고, 다음날 27일에는 52명이 사망하고, 140명이 부상당했다고 보도되었다. 2008년 8월 11일에 사망자는 55명, 부상자는 79명으로 늘어났다.
10월 4일, 타이세이 건설 등의 JV를 비롯한 계약자들은 당장의 보상금으로 90억 동을 기부한다고 발표했다. (10억 동을 사망자에 대한 조위금, 부상자 위로금, 나머지 80억 동을 유족의 유아 70명이 18세가 될 때까지 양육비를 지급하기 위한 기금으로 조성)
이 프로젝트에 컨설턴트로 참여했던 니혼 코에이(日本工營)의 엔지니어는 2007년 6월 프로젝트 책임자에게 지보공 계통이 안전 계수를 채우지 못해 작업 조건이 매우 위험하다는 경고문을 보냈다. 다른 엔지니어도 2007년 1월 문서에서는 도움 버팀대 계통의 시공에 안전도를 확인을 위한 실험을 요구했다.
사고의 원인을 조사하기 위해 베트남 정부는 껀터 대교 붕괴 사고 조사 국가위원회를 설치했다. 컨설턴트의 경고 내용은 위원회 제2차 회의에서 거론되었고 시공을 맡은 JV 측은 그 후, 설계 검토와 보강 공사를 했다고 설명했다.
2008년 1월 8일 사고 조사 국가위원회는 응우옌 떤중 총리 붕괴 사고의 조사 결과에 대해 보고를 했다. 이 시점에서 최종 결론을 내리지는 않았지만, 응웬 총리는 시공법의 안전을 확인하고 공사를 재개하기로 합의했다.
사고 조사 국가위원회는 2008년 7월 2일에 최종 보고서를 발표했다. 이 보고서는 사고의 원인은 가설 지주 버팀대 기초가 부등침하 한 것이며, 보통의 설계 시 예측이 어려웠다고 결론을 내렸다. 조사 보고서를 근거로 베트남 관련 당국이 사고 책임 소재에 대해 조사와 검토를 했다.
이 최종 보고서를 받아 공사는 2008년 8월에 재개되었다.

## 같이 보기
- 밤꽁 대교